# Jeremy Shamos
Jeremy Shamos (* 22. Februar 1970 in New York City, New York) ist ein US-amerikanischer Schauspieler.

## Leben und Karriere
Jeremy Shamos wurde in New York City geboren und wuchs anschließend in Denver, im Bundesstaat Colorado, auf. Er hat eine ältere Schwester. In Colorado betrieb er während der Schulzeit die Sportarten Fußball und Lacrosse. Nebenbei wirkte er, bereits seit der dritten Klasse, in Schulaufführungen mit und trat auch außerhalb der Schule in Denver auf der Theaterbühne auf. Während der Schulzeit fasste er den Entschluss Schauspieler zu werden. Nach dem Schulabschluss zog es ihn nach New York zurück, wo er die New York University mit einem Master of Fine Arts abschloss.
Seine erste Schauspielrolle vor der Kamera spielte Shamos bereits 1985. Damals spielte er die Hauptrolle des Justin Colter im Abenteuerfilm Gefährliche Ferien. Das nächste Mal war er erst 15 Jahre später wieder vor der Kamera zu sehen, als er im Film Clowns die Rolle des Tippit übernahm. "005 wurde er mit einem Obie Award als Bester Darsteller für seine Arbeit an Engaged ausgezeichnet. Ebenfalls 2005 spielte er eine kleine Rolle in der Filmkomödie The Great New Wonderful. 2007 war er als Matthew im Film Dedication zu sehen. Seine Gastrollen im Fernsehen aus dieser Zeit umfassen Auftritte in Hack – Die Straßen von Philadelphia, Stella, Damages – Im Netz der Macht, Criminal Intent – Verbrechen im Visier und Fringe – Grenzfälle des FBI. 2009 übernahm er eine kleine Rolle im Historienfilm Taking Woodstock und war außerdem in der Romcom Lieber verliebt zu sehen. Anschließend wirkte er im zweiteiligen Filmdrama Das Verschwinden der Eleanor Rigby als Evangelist mit. 2014 trat Shamos in der Nebenrolle des Bühnendarstellers Ralph, der von einer herunterfallenden Lampe kurz vor der Premiere des Stücks What We Talk About When We Talk About Love verletzt wird, auf. Zusammen mit den restlichen Darstellern wurde er unter anderem mit einem San Diego Film Critics Society Award für das Beste Ensemble ausgezeichnet.
2012 war er in der Doppelrolle Karl Lindner und Steve in dem Stück Clybourne Park auf der Bühne zu sehen. Für seine Darstellung erhielt er eine Nominierung für einen Tony Award in der Kategorie Tony Award/Bester Hauptdarsteller. Ebenfalls 2012 stand er für die Inszenierung des Stücks Glengarry Glen Ross auf der Bühne. 2016 war er im Stück Meteor Shower von Steve Martin zu sehen. 2017 erhielt er seine Darstellung in If I Forget seine zweite Nominierung für den Drama Desk Award. Erstmals für diesen Preis war er bereits 2009 für seine Arbeit an Animals Out of Paper nominiert. Auf der Bühne wird er sehr häufig in den Rollen der boshaften und widerwertigen Figuren besetzt.
2015 spielte Shamos in der ersten Staffel der Serie Better Call Saul die Rolle des Craig Kettleman. Zuvor wirkte er in der Filmkomödie Magic in the Moonlight von Woody Allen mit. 2015 spielte er zudem den Norweger Johanes Karlsen in der Serie Nurse Jackie. Weitere Serienauftritte absolvierte er in Good Wife, Unforgettable, Elementary, Happyish, The Affair, Limitless, Chicago P.D., The Night Of – Die Wahrheit einer Nacht, Bull , The Blacklist, Blindspot, Instinct, Succession und Prodigal Son. 2017 trat Shamos in der Filmkomödie The Big Sick in der Rolle des Bob Dalavan auf.

## Privates
Shamos ist mit der Schauspielerin Nina Hellman verheiratet. Sie sind Eltern einer Tochter (* 2007) und eines Sohnes (* 2009) und leben im New Yorker Bezirk Brooklyn.

## Filmografie (Auswahl)
- 1985: Gefährliche Ferien (Kid Colfer)
- 2000: Clowns
- 2004: Hack – Die Straßen von Philadelphia (Hack, Fernsehserie, Episode 2x13)
- 2005: The New Wonderful
- 2005: Stella (Fernsehserie, Episode 1x08)
- 2007: Dedication
- 2007: Damages – Im Netz der Macht (Damages, Fernsehserie, 2 Episoden)
- 2008: Criminal Intent – Verbrechen im Visier (Criminal Intent, Fernsehserie, Episode 7x15)
- 2009: Fringe – Grenzfälle des FBI (Fringe, Fernsehserie, Episode 1x15)
- 2009: Taking Woodstock
- 2009: Lieber verliebt (The Rebound)
- 2013: Good Wife (The Good Wife, Fernsehserie, Episode 5x08)
- 2014: Unforgettable (Fernsehserie, Episode 2x08)
- 2014: Elementary (Fernsehserie, Episode 2x21)
- 2014: Das Verschwinden der Eleanor Rigby (The Disappearance of Eleanor Rigby)
- 2014: Magic in the Moonlight
- 2014: Birdman oder (Die unverhoffte Macht der Ahnungslosigkeit) (Birdman or (The Unexpected Virtue of Ignorance))
- 2015: Happyish (Fernsehserie, Episode 1x01)
- 2015: Nurse Jackie (Fernsehserie, 6 Episoden)
- 2015: The Affair (Fernsehserie, Episode 2x01)
- 2015: Limitless (Fernsehserie, Episode 1x06)
- 2015, 2022: Better Call Saul (Fernsehserie, 5 Episoden)
- 2016: Chicago P.D. (Fernsehserie, Episode 3x10)
- 2016: The Night Of – Die Wahrheit einer Nacht (The Night Of, Miniserie, Episode 1x03)
- 2016: BrainDead (Fernsehserie, Episode 1x07)
- 2016: 5 Doctors
- 2016: Bull (Fernsehserie, Episode 1x05)
- 2016: No Pay, Nudity
- 2017: The Blacklist (Fernsehserie, Episode 4x09)
- 2017: Breakable You
- 2017: The Big Sick
- 2017: SMILF (Fernsehserie, Episode 1x03)
- 2017: If I Forget
- 2019: Blindspot (Fernsehserie, Episode 4x16)
- 2019: Fosse/Verdon (Miniserie, Episode 1x03)
- 2019: Instinct (Fernsehserie, Episode 2x11)
- 2019: Succession (Fernsehserie, Episode 2x05)
- 2019: Bad Education
- 2019: Prodigal Son – Der Mörder in Dir (Prodigal Son, Fernsehserie, Episode 1x09)
- 2019: Evil (Fernsehserie, Episode 1x09)
- 2020: The Undoing (Miniserie, 4 Episoden)
- 2020: Ma Rainey’s Black Bottom
- 2021: New Amsterdam (Fernsehserie, Episode 3x10)
- 2022: The Handmaid’s Tale – Der Report der Magd (The Handmaid’s Tale, Fernsehserie, Episode 5x06)
- 2023: Only Murders in the Building (Fernsehserie)

## Auszeichnungen und Nominierungen (Auswahl)
Obie Award
- 2005: Auszeichnung als Bester Darsteller für Engaged

Drama Desk Award
- 2009: Nominierung als Bester Hauptdarsteller für Animals Out of Paper
- 2017: Nominierung als Bester Hauptdarsteller für If I Forget

Tony Award
- 2012: Nominierung als Bester Hautptdarsteller für Clybourne Park